# Ferrières-Haut-Clocher
Ferrières-Haut-Clocher är en kommun i departementet Eure i regionen Normandie i norra Frankrike. Kommunen ligger i kantonen Conches-en-Ouche som tillhör arrondissementet Évreux. År 2022 hade Ferrières-Haut-Clocher 1 119 invånare.

## Befolkningsutveckling
Antalet invånare i kommunen Ferrières-Haut-Clocher
Referens:INSEE